# Frontiers in Neuroanatomy
Frontiers in Neuroanatomy, abgekürzt Front. Neuroanat., ist eine wissenschaftliche Fachzeitschrift, die von der Frontiers Research Foundation nach dem Open-Access-Modell veröffentlicht wird. Es werden Arbeiten aus dem Bereich der Neuroanatomie veröffentlicht.
Der Impact Factor lag im Jahr 2014 bei 3,544. Nach der Statistik des ISI Web of Knowledge wird das Journal mit diesem Impact Factor in der Kategorie Anatomie und Morphologie an dritter Stelle von 20 Zeitschriften und in der Kategorie Neurowissenschaften an 88. Stelle von 252 Zeitschriften geführt.